# كأس ريونيون
كأس ريونيون (بالفرنسية: Coupe de la Réunion)‏، هي بطولة رسمية لكرة القدم في ريونيون، أسست سنة 1957.

## وصلة خارجية
- Summary at RSSSF